# Jerry Mathers

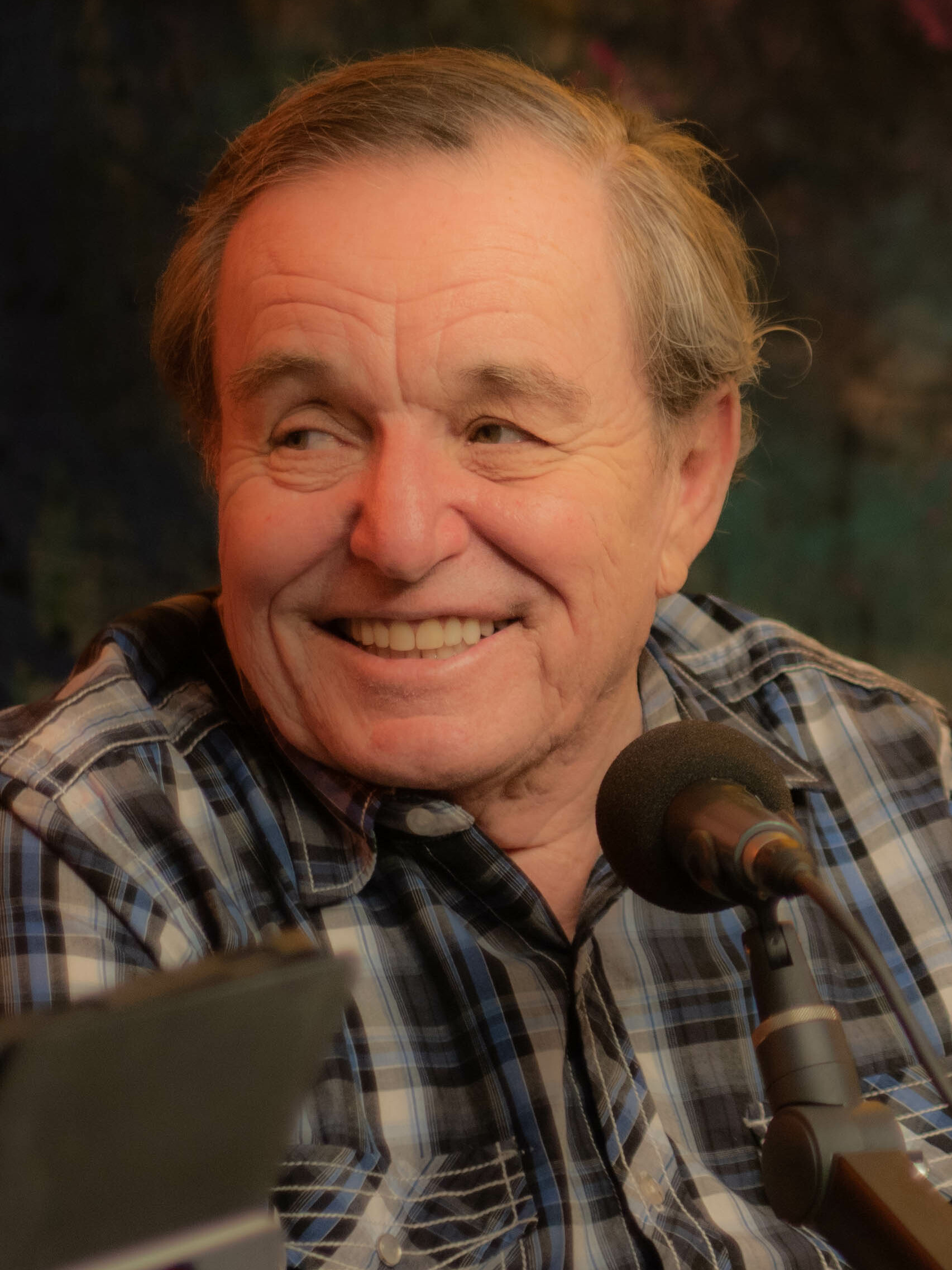
Jerry Mathers 2023

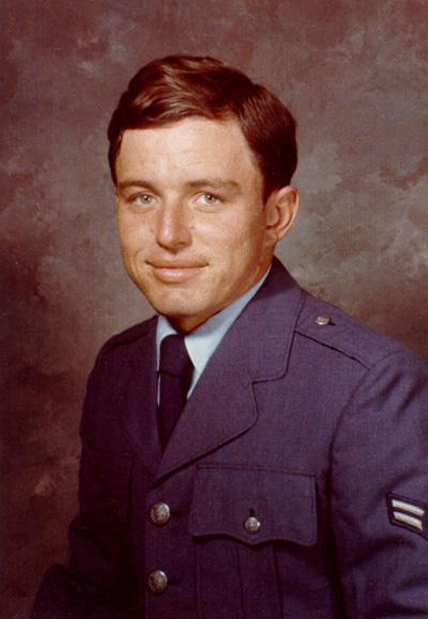
Jerry Mathers bei der Air National Guard 1968

Jerry Mathers (* 2. Juni 1948 in Sioux City, Iowa) ist ein US-amerikanischer Schauspieler und ehemaliger Kinderdarsteller. Berühmt wurde er vor allem durch die Rolle des Theodore „Beaver“ Cleaver in der Fernsehserie Erwachsen müßte man sein (Originaltitel Leave It to Beaver, 1957–1963), die in den USA bis heute eine hohe Popularität genießt.

## Leben
Mathers war bereits im Alter von zwei Jahren in einem Fernsehwerbespot zu sehen. 1952 hatte er in der Westernkömodie Bleichgesicht Junior neben Bob Hope und Jane Russell sein Schauspieldebüt als Kinderdarsteller. Im Laufe der 1950er Jahre trat er in einer Reihe von Spielfilmen auf, darunter als Sohn von Shirley MacLaines Figur in Alfred Hitchcocks schwarzer Komödie Immer Ärger mit Harry.
1957 erhielt er die Hauptrolle des Theodore „Beaver“ Cleaver in der Sitcom Erwachsen müßte man sein, die er bis 1963 in 235 Folgen spielte. Er erlangte durch diese Rolle eine enorme Popularität nicht nur in den Vereinigten Staaten; die Serie wurde auch in vielen anderen Ländern ein großer Erfolg. Während dieses Höhepunkts seiner Karriere veröffentlichte er 1962 die Single Wind up Toy, der jedoch kein sonderlicher Erfolg beschieden war. Nach seinem High-School-Abschluss diente er zwischen 1966 und 1969 während des Vietnamkriegs in der Air National Guard. Die US-amerikanischen Medien verbreiteten kurzzeitig eine fälschliche Todesmeldung, als ein Soldat gleichen Namens gefallen war.  Anschließend studierte er an der University of California in Berkeley. 1974 erhielt er den Bachelortitel in Philosophie. Den Rest der 1970er Jahre arbeitete er im Banken- und Immobiliengeschäft.
Nach dem Ende von Erwachsen müßte man sein war er in den 1960er und 1970er Jahren nur sehr selten vor der Kamera zu sehen, hierzu zählten unter anderem Gastauftritte in den Fernsehserien Lassie und Batman. 1983 wurde unter dem Namen Still the Beaver eine Fernsehfilm-Fortsetzung von Erwachsen müßte man sein produziert. Neben Mathers traten Barbara Billingsley, Tony Dow, Ken Osmond und Frank Bank aus der Originalbesetzung auf. Kurz darauf wurde unter dem Namen Mein lieber Biber eine neue Sitcom produziert, bis 1989 trat Mathers in 102 weiteren Folgen als Theodore „Beaver“ Cleaver auf. 2007 feierte er als Wilbur Turnblad im Musical Hairspray sein Debüt am Broadway.
Mathers machte in den Vereinigten Staaten Werbung unter anderem für General Electric, AOL, Coca-Cola und Jim Beam, zeitweise warb Kellogg’s mit seinem Foto auf Cornflakes-Packungen. Seine ersten beiden Ehen wurden geschieden, aus der zweiten Ehe gingen drei Kinder hervor. Seit 2011 ist er in dritter Ehe verheiratet. In den frühen 1990er Jahren wurde bei ihm Diabetes diagnostiziert.

## Filmografie (Auswahl)

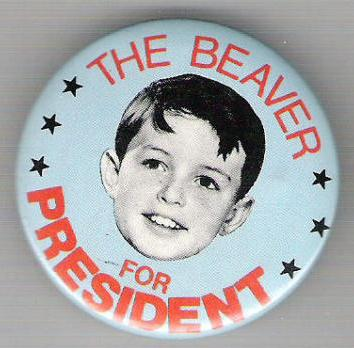
Button mit Jerry Mathers als Beaver, um 1960.

- 1952: Bleichgesicht Junior (Son of Paleface)
- 1952: The Adventures of Ozzie and Harriet (Fernsehserie, Folge 1x05)
- 1954: Verwegene Landung (Men of the Fighting Lady)
- 1955: Komödiantenkinder (The Seven Little Foys)
- 1955: Immer Ärger mit Harry (The Trouble with Harry)
- 1956: Ich heirate meine Frau (That Certain Feeling)
- 1956: Eine Handvoll Hoffnung (Bigger Than Life)
- 1957–1963: Erwachsen müßte man sein (Leave It to Beaver, Fernsehserie, 235 Folgen)
- 1958: Durchbruch bei Morgenrot (The Deep Six)
- 1968: Batman (Fernsehserie, 2 Folgen)
- 1968: Lassie (Fernsehserie, Folge 15x13)
- 1970: Meine drei Söhne (My Three Sons, Fernsehserie, Folge 10x25)
- 1978: Die Liebestollen Stewardessen (Flying High, Fernsehserie, Folge 1x01)
- 1981: Geheiratet wird später (The Girl, the Gold Watch and Dynamite, Fernsehfilm)
- 1983: Still the Beaver (Fernsehfilm)
- 1983–1989: Mein lieber Biber (The New Leave It to Beaver, Fernsehserie, 101 Folgen)
- 1984: Hardcastle & McCormick (Hardcastle and McCormick, Fernsehserie)
- 1984: High School U.S.A. (Fernsehfilm)
- 1987: Love Boat (The Love Boat, Fernsehserie, Folge 10x04)
- 1987: High-Life am Strand (Back to the Beach)
- 1990: Heiße Ware (Down the Drain)
- 1991: Parker Lewis – Der Coole von der Schule (Parker Lewis Can’t Lose, Fernsehserie, Folge 1x16)
- 1991: Eine schrecklich nette Familie (Married… with Children, Fernsehserie, Folge 5x22 Der millionste Besucher II)
- 1994: Sexual Malice
- 1999: Rache nach Plan (Vengeance Unlimited, Fernsehserie, Folge 1x16)
- 1999: Diagnose: Mord (Diagnosis: Murder, Fernsehserie, Folge 6x19)
- 2002: Better Luck Tomorrow
- 2006: Der Gesundheitsinspektor (Larry the Cable Guy: Health Inspector)
- 2006: Familienstreit de Luxe (The War at Home, Fernsehserie, Folge 2x01)
- 2008: Will to Power – Der perfekte Mord (Will to Power – The Perfect Murder)
- 2015: Lucky Day (Kurzfilm)